# Шаттон, Эдуар
Эдуа́р Шатто́н (фр. Édouard Pierre Léon Chatton, 11 октября 1883, Ромон — 23 апреля 1947, Баньюльс-сюр-Мер) — французский биолог.

## Биография
Шаттон посещал школу в Бельфоре, а в 1905 году получил учёную степень по биологии в Сорбонне за работу на тему о многоклеточных паразитах морских рачков, которая позже стала и темой его диссертации (1919 г.). Уже тогда он проводил исследования в морской научно-исследовательской лаборатории Араго в Баньюльс-сюр-Мер. С 1907 по 1919 годы он работал в Институте Пастера под руководством Феликса Меснила (1869—1938), где он занимался, среди прочего паразитарными жгутиконосцами в насекомых, а позднее под руководством Шарля Николя — тропическими заболеваниями (токсоплазмоз, лейшманиоз). Он участвовал в качестве солдата в 1914 году в Первой мировой войне, где был ранен в 1915 году в качестве второго лейтенанта тунисских колониальных войск в Артуа, а затем был размещён в Тунисе. Он был награждён Военным крестом, а в 1920 году стал рыцарем Почётного Легиона (за военные заслуги). В 1918 году он был в Тунисе в Институте Пастера. В 1919 году он получил докторскую степень. После этого он работал в Страсбургском университете, где в 1922 году стал профессором общей биологии. В 1927 году он стал директором Института зоологии и общей биологии Страсбургского университета, а в 1930 году он стал главой лаборатории протистологии в Практической школе высших исследований в Париже. В том же году он стал стипендиатом премии Рокфеллера в Соединённых Штатах. С 1932 года преподавал в университете Монпелье и возглавлял морскую исследовательскую лабораторию в Сете. В 1937 году он стал профессором морской биологии в Сорбонне и директором Морской научно-исследовательской лаборатории Араго в Баньюльс-сюр-Мер и в Вильфранш-сюр-Мер.
В 1932 году Шаттон работал профессором в Страсбурге, а в 1937 году — в Монпелье. В 1928 году он был президентом зоологического общества Франции, чьим секретарём он был с 1908 по 1919 годы. В 1912 году он стал членом Общества экзотической патологии. В 1922 году был удостоен премии Monbinne Государственной академии медицины. В честь столетия Луи Пастера в Страсбурге в 1923 году, он стал главой Отдела тропической медицины. В 1925 году он стал президентом центрального фаунистического офиса.
Шаттон изучал сначала одноклеточных паразитов в организме человека, таких как трипаносомы, а позднее занимался морскими простейшими, такими как динофлагелляты и инфузории. Он описал 60 новых родов и более 150 новых видов простейших. От автор около 240 научных публикаций.
С 1921 года учеником Шаттона был Андре Львов, будущий Нобелевский лауреат, с которым они работали вместе до смерти Шаттон.
В 1925 году он ввёл понятия прокариоты и эукариоты, Но это привлекло внимание научного сообщества только в 1960-х годах.
Он был женат с 1908 года и имел двух детей.